# Georges Blin
Pour les articles homonymes, voir Blin.
Georges Blin, né à Pertuis (Vaucluse) le 18 décembre 1917 et mort à Paris 13e le 14 mai 2015,, est un critique littéraire et universitaire français. Il a été professeur honoraire au Collège de France.

## Biographie
Ancien élève de l'École normale supérieure (promotion 1937 Lettres) et agrégé des lettres (1941), Georges Blin devient professeur au lycée Chateaubriand et au Centre d'Études Supérieures de Rome (1939-1940), puis aux lycées Gouraud de Rabat et Sainte-Aulaire de Tanger (1942-1945).
Pendant la guerre, il collabore à la revue Fontaine animée par Max-Pol Fouchet à Alger. Il sert notamment d'intermédiaire pour des écrivains français de la résistance intellectuelle (son correspondant est Georges-Emmanuel Clancier) qui lui envoient des textes destinés à Fontaine.
Professeur à l'Université de Bâle (1946-1959) et directeur des Études Romanes à cette même université, puis professeur à la Sorbonne (1959-1965) et chargé de cours à l'École normale supérieure (1959-1962). 
Il a été directeur de la bibliothèque littéraire Jacques Doucet des Universités de Paris (Sorbonne, 1961-1988). 
Professeur de la chaire de Littérature française moderne au Collège de France (1965-1988).
Ensuite, il est professeur honoraire au Collège de France.
Spécialiste de poésie et de littérature française, ses ouvrages sur Baudelaire et Stendhal, et ses éditions critiques d'œuvres de Baudelaire, font autorité. Le Baudelaire de 1939, publié par Gallimard lorsqu’il n’avait que 22 ans, est un livre, à l’avis d’un spécialiste tel que Claude Pichois, “inclassable” car il est, sans doute, “hors classe”. Il ne faut pas oublier que Georges Blin, qui a été assurément l'un des maîtres des études baudelairiennes en France, a suivi avec beaucoup d’attention l’itinéraire intellectuel de Jean-Paul Sartre, comme l'attestent ses articles parus dans la revue Fontaine mais aussi ses deux thèses sur Stendhal qui fécondent souvent les théorisations de L’Être et le Néant. En particulier, outre le compte rendu qu'il rédigea en 1945 lors de la conférence sur L’existentialisme est un humanisme paru dans la revue Fontaine, où il donna à la vulgarisation de l'existentialisme sartrien une rigueur qui lui manquait sans doute, il faut rappeler le remarquable essai écrit par Georges Blin en polémique avec le Baudelaire de Sartre en 1948, où il a attiré l’attention du lecteur sur le fait que les traits principaux du Baudelaire de Sartre rejoignent, tout compte fait, les préoccupations formulées par le philosophe dans L’Être et le Néant. La réponse à Sartre constitue, selon Claude Pichois, « la seule refutation fondée » de ce livre très contesté sur l'auteur des Fleurs du Mal.
Beaucoup d'essais d'ordre philosophique, portant sur Kierkegaard, Léon Brunschvicg, Albert Camus, Simone de Beauvoir, Gabriel Marcel, Jean-Paul Sartre, Jean Wahl, etc.,  et d'ordre psychologique et moral, comme L'entaille, L'impureté du nid, Notes pour une érotique du rire et Maintiens, publiés dans des revues comme Les Temps Modernes, La Nouvelle Revue Française et Fontaine ou dans des collectifs comme Les Cahiers de la Pléiade, n'ont jamais été repris en volumes et attendent une juste consécration éditoriale. On soulignera, sous cet aspect, que la perspicacité argumentative de Georges Blin n'est pas moins importante ni originale que celle d'un Maurice Blanchot ou d'un Roger Caillois. On mentionnera par ailleurs le jugement d’Emmanuel Levinas qui a écrit que « Georges Blin, dans une remarquable étude parue dans la revue Fontaine, parlait dès 1948 – bien avant que la dernière philosophie heideggerienne soit connue en France – de la "non philosophie de Jean Wahl" ». Georges Blin, qui a été un fervent lecteur de Nietzsche, Heidegger et Merleau-Ponty, reste le « pionnier d'une grande critique philosophique », comme l'assure Michel Crouzet dans son essai L'agent voyer. Ce n'est pas un hasard si en 1947 il publie, dans la collection "Exercice de la pensée" qu'il dirige pour les éditions Fontaine de Paris, le livre d'Emmanuel Lévinas De l'existence à l'existant, livre qui avait été refusé par Gallimard. Ce n'est pas un hasard non plus si en 1961 il fait partie du jury - avec Gabriel Marcel, Vladimir Jankélévitch, Paul Ricœur et Jean Wahl - qui discute en Sorbonne la thèse de doctorat d'Emmanuel Lévinas, Totalité et infini. Maurice Merleau-Ponty, qui aurait dû faire partie lui aussi de ce jury, avait disparu prématurément un mois avant.
Le livre La Cribleuse de blé, publié en 1968 par les éditions José Corti, contient la leçon inaugurale qu'il avait prononcé au Collège de France, en 1966, comme professeur dans la chaire de Littérature française moderne qui avait été celle de Paul Valéry et de Jean Pommier. Il s'agit d'un texte précieux sur la mission de la critique qui a influencé des générations d'exégètes dans les années soixante et soixante-dix.
Sa présentation en 1981 d'Yves Bonnefoy pour la Chaire d'Études comparées de la Fonction poétique au Collège de France, publiée en 1982 dans la revue Commentaire avec le titre Vers Yves Bonnefoy, atteste, s'il en était encore besoin, sa vaste culture philosophique et sa grande capacité herméneutique en matière de poésie et de littérature. Georges Blin y réaffirme, non sans une pointe d'orgueil, qu'il a «été pendant près de quarante ans l'un des plus proches de Jean Wahl et, dans une étude qu'il n'a pas désavoueée, le présentateur de sa "non-philosophie" (1946)».
On mentionnera, pour terminer cet excursus de son curriculum studiorum, ses deux traductions juvéniles du grec Traité de la monarchie divine de Philon le Juif et De la partie hégémonique de l'âme de Chrysippe, publiées toutes les deux dans la revue Mesures en 1939.
Si l'on en croit Robert Kopp, qui avait été parmi ses étudiants à l’université de Bâle, "Georges Blin n'a pas été un grand scientifique, mais un grand penseur et un grand écrivain". Gaston Bachelard, en dialoguant avec son essai L'entaille, daté de 1945, a affirmé que dans ce texte « d’une belle densité de pensée, Georges Blin a donné les éléments principaux d’une psychanalyse matérielle du désir d’entaille ». Le fait est, comme quelqu'un a dit, que Georges Blin, professeur sévère et rigoureux, n’aimait pas du tous les gens experts à parler de ce qu’ils ne savaient pas en les considéraient des sophistes à tout faire, de beaux bavards parés de plumages colorés...
On lira comme témoignage ces notes pertinentes de Georges Poulet : « À la suite de Husserl et de Merleau-Ponty, à qui manifestement elle [sa critique] se rattache par ses origines, la pensée critique de Blin se situe tout naturellement dans le cadre de ce qu’il appelle lui-même “critique intentionnelle”… Toute œuvre, en effet, a, avant tout, une “dimension téléologique”. Elle vise à satisfaire un désir, une orientation de l’esprit… La critique pratiqué par Blin est… une des plus denses qui soient. Souvent même, en raison de sa subtilité, de son extrême tension intellectuelle, de l’étroitesse aussi du camp mental que lui impose sa visée, la critique de Blin arrive à pousser bien au-delà des limites normales cette recherche de l’objet qui est son affaire essentielle… Tout se passe comme si, chez Blin, l’adhérence à de certaines inclinations, la persistance en de certaines poursuites, l’identification enfin du critique  avec les intentions de la personne critiquée, avaient pour résultat chez le critique une reprise de tous les problèmes, avec un tel luxe de réflexions, une liste si fouillée de “distinguo” de toutes sortes, que la pensée critique apparaît comme une vertigineuse amplification spéculative prenant pour point de départ et pour tremplin la pensée critiquée… Mais la pensé critique de Blin n’est jamais un acte purement désintéressé. C’est l’acte, au contraire, par lequel le critique assume et reprend pour son compte le terrible labeur de la pensée, simplement amorcée par la pensée critiquée… L’intelligence de Blin, égale ou supérieure à toute autre, est une intelligence à qui les joies et les sérénités de la transparence ont été refusées… Elle est prisonnière de son élan intentionnel, de la chaîne sans fin qu’elle-même, maillon par maillon, elle se forge… Comme dans la phénoménologie de Hegel, elle ne peut avancer qu’étape par étape, mesurant dans chacune de celles-ci ce qui prive le chercheur de la possession de sa fin ».
On lira aussi le jugement intéressant de Jean Starobinski « Dans l’œuvre critique d’un Georges Blin, on ne soulignera pas seulement l’ampleur exemplaire de l’information, la force d’un langage descriptif et analytique singulièrement différencié: on aimera surtout l’attention portée sur la finalité de l’œuvre, et sur les liens qui rattachent les faits d’expression au “projet fondamental” de l’écrivain. En ce sens, les études de Georges Blin réalisent pleinement l’idée sartrienne d’une psychanalyse existentielle, mais sans dénier aux œuvres (comme le fait Sartre) le droit à l’autonomie esthétique. Sa double étude sur Stendhal indique bien que l’œuvre ne peut être comprise que comme l’essor d’une personnalité qui dépasse et transmue en structure littéraire les données primitives de l’expérience vécue ».
On lira, encore, un point de vue très instructif de Pierre Pachet sur Georges Blin, un point de vue pas du tout suspect d'apologie car venant d'un professeur universitaire qui n'était pas de son entourage: « J'ai cité les noms de Blanchot, de Jean-Pierre Richard (j'aurais dû évidemment adjoindre à ce dernier nom ceux des grands inspirateurs que furent aussi pour mes études Georges Poulet et Jean Starobinski). Il me semble que je rendrai mieux compte de ce que fut mon ambition de résistance aux emportements "théoriques" et de tentative pour retrouver le mouvement des textes qui m'attiraient et me guidaient, si je cite le nom d'un professeur qui ne fut pas du tout pour moi un maître, mais dont l'indépendance sourcilleuse et même bougonne me dissuadait d'aller du mauvais côté, quand j'en étais tenté: je veux parler de Georges Blin, notamment à travers ses études sur Le sadisme de Baudelaire et Stendhal et les problèmes du roman. Blin pouvait à l'occasion se référer à des penseurs contemporains (Sartre ou Merleau-Ponty, par exemple), mais il n'était nullement intimidé par eux: ils ne fixaient pas à ses yeux une norme, ni non plus un marchepied sur lequel se jucher. Ils pouvaient simplement lui fournir des arguments à assimiler, ou à réfuter; il ne manifestait pas d'inquiétude à leur égard. Son but était ailleurs: restituer ce que le conformisme des pensées contemporaines risque toujours d'obscurcir, je veux dire la joie mauvaise d'adhérer de façon trop pressante et trop peu critique à des pensées qui s'affirment en même temps que vous travaillez, et qui suscitent la tentation d'affirmer à quel point on est partie intégrante du mouvement contemporain le plus avancé (y compris lorsque ce mouvement se targue de dénoncer les vilenies diverses du monde d'aujourd'hui ».
On lira, enfin, ces quelques lignes avec lesquelles Antoine Compagnon termine son hommage à Georges Blin au Collège de France: "Georges Blin était un surdoué qui a magnifiquement produit entre 1938 et 1958. Ses travaux sur Baudelaire et Stendhal restent indépassés et indispensables. Par la suite, sa rigueur, son intransigeance devinrent démesurées. Sans pitié, il jugeait indignes tous les livres et articles qu’il recevait, et il plaça si haut l’acte d’écrire et de publier qu’il renonça parfois à donner jusqu’aux résumés de ses cours. Il y avait en lui du génie ; il abritait un héautontimorouménos qui le rendait complice des poètes, de leurs extases et de leur douleur. L’intelligence excessive peut se muer en malédiction. Méditant sur la grandeur et la souffrance de Georges Blin, on se dit qu’il est bon d’avoir des facultés moyennes, de se contenter de peu, et de se cantonner dans l’aurea mediocritas".

## Œuvre

### Essais et critiques littéraires
- Baudelaire, Paris, Gallimard, 1939; accru dans les traductions japonaises éditées par Abe Y. et Oikawa K.
- D'un certain consentement à la douleur, Alger-Tunis, Fontaine, 1944;
trad. (it) Di un certo consenso al dolore, a cura di Giuseppe Grasso, con due scritti di Patrick Labarthe e Silvia Peronaci, Chieti, Solfanelli, 2015.
- Le Sadisme de Baudelaire, Paris, José Corti, 1948; accru dans les deux éditions en japonais éditées par Abe Y. et Oikawa K.
- Stendhal et les problèmes du roman, Paris, José Corti, 1953 et 1958, puis 1983, traduit en polonais par Jaremko-Pytowska Z. aux éditions P.I.W., Varsovie.
- Stendhal et les problèmes de la personnalité, Paris, José Corti, 1958, puis 2001.
- La Cribleuse de blé: La Critique, Paris, José Corti, 1968.
- Introduction à Commune Présence de René Char, Paris, Gallimard, 1964.
- Introduction au Spleen de Paris - Petits poèmes en prose de Charles Baudelaire, édition présentée, établie et annotée par Robert Kopp, Paris, Gallimard, collection Poésie, 2006.
- Baudelaire. Résumés des cours au Collège de France, 1965-1977, Paris, Gallimard, 2011.
- (it) Da Sartre a Baudelaire, seguito dallo scritto Messe a punto con un'appendice di testi sul Baudelaire di Sartre, a cura di Giuseppe Grasso, Chieti, Solfanelli, 2016.
- (it) Il sadismo di Baudelaire, a cura di Giuseppe Grasso, Presentazione di Jérome Thélot, Chieti, Solfanelli, 2017.

### Éditions critiques
- Fleurs du mal de Baudelaire (avec J. Crépet), Paris José Corti, 1942, puis 1950, 408 p. de commentaires.
- Journaux intimes de Baudelaire (avec J. Crépet), Paris, José Corti, 1949, 300 p. de commentaires.
- Armance, de Stendhal, Paris, Fontaine, 1946.
- Fleurs du mal de Baudelaire (édition critique J. Crépet-G. Blin), refondue par Georges Blin et Claude Pichois, Paris, José Corti, 1968.

## Distinctions
- Officier de la Légion d'honneur.
- Officier des Palmes académiques.
- Officier des Arts et Lettres.